# María José Peláez Barceló
María José Peláez Barceló, (Madrid, 11 d'abril de 1964) és una periodista espanyola i Acadèmica de l'Acadèmia de les Ciències i les Arts de Televisió d'Espanya Directora del canal de televisió TDT, Déjate de Historias TV, membre del Consell d'Administració de Radio Televisión Madrid des de 2016 i Presidenta de la Peña Periodística Primera Plana.

## Biografia
Va estudiar en el Col·legi Sagrats Cors (Madrid). Llicenciada en Ciències de la Informació per la Universitat Complutense de Madrid. Té dos fills, Esteban Novillo Peláez i Teresa Novillo Peláez.
Al maig de 2012 esRadio confirmava el començament del seu nou programa "Déjate de Historias" que es va emetre cada matí, de dilluns a divendres entre 12:00 i 13:30, fins a juny de 2017. A més, va presentar el programa de tarda de salut a esRadio, "A Toda Salud"
La Federació d'Associacions de Ràdio i Televisió d'Espanya va fer oficial a la fi del mes d'octubre de 2013 la concessió d'una Antena de Oro a María José Peláez en la categoria de radio pel programa "Déjate de Historias" d'esRadio.
Un any més tard (2014), la Acadèmia de les Arts i les Ciències Radiofòniques d'Espanya va atorgar a María José Peláez i al programa "Déjate de Historias" de esRadio el premi Teresa de Escoriaza per "promoure la igualtat de gènere"
Al maig de (2016), va tornar a rebre un guardó. En aquest cas, de mans de Lucrecia va recollir el premi Alegria de Vivir per la seva labor en els mitjans de comunicació. El 19 d'octubre de 2016 va prendre possessió com un dels nou membres del consell d'administració de Radio Televisión Madrid a l'Assemblea de Madrid després d'haver estat ratificada per aquesta Assemblea per unanimitat uns mesos abans com a part de la Federació d'Associacions de Ràdio i Televisió.
Des de l'inici de 2018 forma part de l'Acadèmia de les Ciències i les Arts de Televisió d'Espanya com a Acadèmica, fruit de la seva trajectòria professional en la televisió, mitjà en el qual presenta programes des de l'any 1994.